# Tiltott sáv
A tiltott sáv a szilárdtestfizika egyik alapvető fogalma, a szilárd test sávszerkezetének egy olyan tartománya, melyben az elektronállapotok tiltottak. A sávszerkezet modelljében a tiltott sáv a vegyértéksáv teteje és a vezetési sáv alja között helyezkedik el. Szűkebb értelemben e két említett sáv közötti, elektronvoltokban mért energiakülönbséget is érthetjük tiltott sávon. Ez az energia megfelel annak, amit egy elektronnal minimálisan közölni kell ahhoz, hogy az a kötött állapotból a vezetési sávba lépjen, ezáltal szabad töltéshordozóvá váljon.
A vezetési sáv mérete alapvetően befolyásolja az anyag vezetési tulajdonságait. A nagy tiltott sávú anyagokat, melyek vegyértéksávja teljesen betöltött, vezetési sávja pedig üres (azaz a Fermi-szint a tiltott sávba esik), szigetelőknek nevezzük. A félvezetők tiltott sávja kisebb, míg a vezetők tiltott sávja nagyon kicsi, vagy nem is létezik, mivel a vegyértéksáv és a vezetési sáv átfed egymással, azaz a Fermi-szint egy sáv belsejében található.

## Szilárdtestfizikai megfogalmazás

Félvezető sávszerkezet.

Az anyag vezetési jellegét a sávszerkezet és a betöltöttség határozza meg.

A szilárdtestfizika fogalmai alapján minden szilárdtest jellemezhető egy energia-sávszerkezettel. A sávszerkezet azt jelöli, hogy mely energiaszintek tölthetők be és melyek tiltottak az elektronok számára. A sávszerkezet jellemzőivel a szilárd testek elektromos tulajdonságainak széles skálája ábrázolható, magyarázható.
A sávszerkezetről általában periodikus szerkezetek (kristályok) esetén célszerű beszélni, ahol az elektromos tulajdonságok nem pontról pontra változnak, azaz minden rácspont környezetében hasonló vezetési jelenségek alakulnak ki. Azonban a tiltott sáv fogalmát más, nem periodikus szilárdtestek leírására is alkalmazzák, például amorf anyagok, vezető polimerek lokális elektromos jellemzésére.
Félvezető és vezető anyagokban az elektronok energiaszintje bizonyos sávokban jelentkezhet, mely kijelöli a vezetési és vegyértéksávot. Tiltott sávnak nevezzük azt a sávot, mely energiaszinteken az elektron tartózkodása nem megengedett. Ezt a sávot a vegyértéksáv teteje és a vezetési sáv alja jelöli ki, melyet az elektron csak akkor képes átlépni, ha legalább a tiltott sáv nagyságának megfelelő energiát adjuk át neki. Ez történhet például fonon (hő) vagy foton (fény) elnyelésével.
Az anyagokat vezetési jellegük szerint gyakran a tiltott sáv mérete alapján csoportosítjuk. A félvezetők az anyagok azon csoportja, melyek nem túl nagy tiltott sávval rendelkeznek: ez elektronoknak van lehetőségük a tiltott sáv átlépésére például termikus gerjesztés hatására. A szigetelők ennél jóval nagyobb tiltott sávval rendelkeznek, így a tiltott sáv átlépésére az elektronok túlnyomó többségének nincs elegendő energiája. A szilárdtestfizikában a szigetelőkre gyakran tekintenek széles tiltott sávú félvezetőként, ugyanis a két típus közötti különbség csak a tiltott sáv mérete, és hogy ez nagynak, vagy kicsinek tekinthető, az az adott környezettől (jellemzően a hőmérséklettől) függ.
A Fermi-szint szigetelők és intrinszik félvezetők esetében a tiltott sáv közepén helyezkedik el. Jellegében eltérnek ettől a fémes jellegű vezetők: ezekben a Fermi-szint egy részben betöltött vezetési sáv belsejében található. A vezetők speciális esetét képezik a félfémes anyagok, amelyekben a tiltott sáv szélessége nulla, azaz a vegyértéksáv és a vezetési sáv éppen összeér.

### Matematikai értelmezés
Klasszikus megfontolások alapján annak a valószínűsége, hogy az elektron egy ΔE energiasávban tartózkodjon a Boltzmann-tényezővel adható meg:
{\displaystyle e^{\left({\frac {-\Delta E}{kT}}\right)}}
ahol:
- ΔE az energiakülönbség,
- k a Boltzmann-állandó,
- T a hőmérséklet.

A Fermi-szint képviseli azt az energiát, ahol a betöltöttség éppen 1/2.

### Félvezető anyagok tiltott sávja
Az alábbi táblázat néhány gyakori félvezető anyag jellemzőit foglalja össze.
| Csoport | Anyag            | Jele  | Tiltott sáv 302 K-en [eV] | Forrás |
| ------- | ---------------- | ----- | ------------------------- | ------ |
| IV      | Gyémánt          | C     | 5.5                       | [ 2 ]  |
| IV      | Szilícium        | Si    | 1.11                      | [ 8 ]  |
| IV      | Germánium        | Ge    | 0.67                      | [ 8 ]  |
| III-V   | Gallium-nitrid   | GaN   | 3.4                       | [ 8 ]  |
| III-V   | Gallium-foszfid  | GaP   | 2.26                      | [ 8 ]  |
| III-V   | Gallium-arzenid  | GaAs  | 1.43                      | [ 8 ]  |
| IV-V    | Szilícium-nitrid | Si3N4 | 5                         |        |
| IV-VI   | Ólom-szulfid     | PbS   | 0.37                      | [ 8 ]  |
| IV-VI   | Szilícium-dioxid | SiO2  | 9                         | [ 9 ]  |
|         | Réz-oxid         | Cu2O  | 2.1                       | [ 9 ]  |

## A tiltott sáv tervezése
Ötvözetek (például GaAlAs, InGaAs) készítésével a tiltott sáv jól tervezhető, az ötvözők arányával a tiltott sáv mérete beállítható. Ezzel az anyagok elektromos tulajdonságait kifinomultan és tág határok között lehet változtatni, ami a gyakorlati alkalmazások széles skálája előtt nyitja meg az utat, többek között új típusú tranzisztorok, lézerdiódák, napelemek működése alapul ezen.
Az alkalmazások szempontjából fontos jellemző, hogy a kérdéses anyag direkt vagy indirekt tiltott sávval rendelkezik-e. Direkt tiltott sávról akkor beszélünk, ha a vegyértéksáv teteje és a vezetési sáv alsó éle azonos pontján jelentkezik a Brillouin zónának, azaz azonos hullámszámvektor tartozik hozzájuk. Egy direkt tiltott sávot átlépő elektronnal csak a tiltott sávnak megfelelő energiát kell közölni, hogy az átmenet lehetségessé váljon. Ezzel szemben az indirekt tiltott sávú anyagokban a két sávél között nem csupán energiában, de hullámszámban is különbség van, így az átmenethez az elektronnak energiát is kell kapnia és a szükséges hullámszámkülönbséget is le kell küzdenie. Ekkor például az energiát biztosító fotonon kívül egy fononnal is kölcsönhatásba kell lépjen. Az ilyen háromrészecskés kölcsönhatások valószínűsége lényegesen kisebb, mint a direkt tiltott sávon csupán két részecske kölcsönhatásaként létrejövő átmenet. Az ötvözetlen szilícium például indirekt tiltott sávval rendelkezik, így a fent leírt tulajdonsága következtében lézerként nem alkalmazható.
A tiltott sáv tömbi anyagban a kémiai összetételtől és a szerkezettől is függ. Szén nanocsövek (melyeket szén atomok hatszöges rácsából álló nanométeres méretű csövekként képzelhetünk el) tiltott sávja függ attól, hogy a csőfalat alkotó rács rácsvektorai milyen szöget zárnak be a cső tengelyével. A szerkezet változtatásával a tiltott sáv is változtatható, így a tiltott sáv szerkezettől függése bizonyos esetekben ki is használható. Végtelen kiterjedésű grafén réteg (hatszöges rácsot alkotó szénatomok egyatomos rétege) tiltott sávja nulla, ugyanis benne a Brillouin zóna határán a vegyértéksáv és a vezetési sáv éppen összeér, az anyag vezetési jellege félfémes. Ha viszont nanotechnológiai eljárásokkal véges kiterjedésű nanoszalagokat alakítunk ki a grafénból, a nanoszalag méreteitől és szerkezetétől függően a vezetési jellege lehet fémes vagy félvezető jellegű, továbbá befolyásolható a tiltott sáv mérete is. Ez nanoelektronikai alkalmazásokhoz vezethet.

## Optikai és elektromos tiltott sáv
Ha egy anyagban nagy az exciton kötési energia, előállhat az az eset, hogy egy beeső foton épp csak annyi energiával rendelkezik, hogy egy elektront a vegyértéksávból a vezetési sávba gerjesszen, azaz excitont hozzon létre, de az exciton kötési energia felszakítására (azaz az egymást vonzó elektron és elektronlyuk egymástól való eltávolítására) már nincs elég energia. Ilyen esetben érdemes megkülönböztetni az optikai és az elektromos tiltott sávot. Míg az előbbi az excitongerjesztéshez szükséges energiának felel meg, utóbbi az excitongerjesztést és az exciton kötési energia felszakítását is magában foglalja.
Ennek megfelelően az optikai tiltott sáv az a legkisebb energia, melyen fotonabszorpció létrejöhet, mely mindig kisebb, mint az elektromos tiltott sáv. A kétféle tiltott sáv sok félvezető anyag (pl. szilícium, gallium-arzenid) esetén csak kis mértékben különbözik, így az excitonok hatásától az elektromos leírásban sokszor eltekinthetünk. Azonban az olyan anyagok esetén, melyekben vannak nagy exciton kötési energiájú töltéshordozók (pl. félvezető fém-oxidok, szerves félvezetők, szén nanocsövek), ezek hatását figyelembe kell venni a vezetési tulajdonságok jellemzésekor.

## Fordítás
Ez a szócikk részben vagy egészben  a   Band gap című angol Wikipédia-szócikk ezen változatának fordításán alapul.  Az eredeti cikk szerkesztőit annak laptörténete sorolja fel. Ez a jelzés csupán a megfogalmazás eredetét és a szerzői jogokat jelzi, nem szolgál a cikkben szereplő információk forrásmegjelöléseként.